# Bundesstraße 215
Pour les articles homonymes, voir Route 215.
La Bundesstraße 215 est une Bundesstraße du Land de Basse-Saxe.

## Source
- (de) Cet article est partiellement ou en totalité issu de l’article de Wikipédia en allemand intitulé « Bundesstraße 215 » (voir la liste des auteurs).